# Синяя пустыня
«Синяя пустыня» («Голубая пустыня») — кинофильм.

## Сюжет
Лиза Робертс, молодая художница, создающая комикс о супергерое, становится жертвой насилия. Чтобы оправиться от потрясения, она переезжает из многолюдного Нью-Йорка в пустынную Аризону. Но полностью избежать общения с людьми и там невозможно, в том числе с мужчинами, которым она не очень доверяет, после произошедшего. Она знакомится с бывшим заключённым Стивом Смитом и полицейским Рэнделом Эткинсом. Рэндел нелестно отзываются о Смите, а Смит советует Лизе остерегаться полицейского. Кто-то из них лжёт, а бедная художница не знает кому верить…

## В ролях
- Дэниэль Суини — Стив Смит
- Кортни Кокс — Лиза Робертс
- Крэйг Шеффер — Рэндел Эткинс
- Филип Бейкер Холл — Джо
- Сэнди Уорд — Уолтер
- Энни Бэллеми — Эмили
- Роберт Миано — Уильям Карп
- Том Финнеган — Эд О’Доннел